# Jean-Éric Riopel
Jean-Éric Riopel, né à Pointe-Claire, le 10 octobre 1971, est un poète québécois.

## Biographie
Détenteur d'un baccalauréat en études littéraires à l’Université du Québec à Montréal, Jean-Éric Riopel est archiviste. Il devient ensuite éditeur et codirecteur littéraire de la revue Estuaire,,.
En plus de publier plusieurs recueils de poésie, il signe des textes dans des revues littéraires. Depuis 1998, il est actif sur la scène littéraire québécoise et il participe à plusieurs projets poétiques, lectures publiques et événements littéraires,,.
En poésie, il fait paraître plusieurs titres dont Papillons réfractaires (Écrits des Forges, 1999), Dans le blanc (Écrits des Forges, 2001) ainsi que Fermeture des livres de comptes (Écrits des Forges, 2006),,,.
Jean-Éric Riopel est récipiendaire du Prix Émile-Nelligan en 2000,.
Il est membre de l'Union des écrivaines et des écrivains québécois.
Il a comme conjointe l'écrivaine et poète Élise Turcotte.

## Œuvres

### Poésie
- Dix petites choses à emporter avec soi en cas de fin du monde, Ste-Béatrix, Beauté farouche, 1998, 74 p. (ISBN 2-9805900-0-2)
- Papillons réfractaires, Trois-Rivières, Écrits des Forges, 1999, 69 p. (ISBN 2-89046-518-7)
- Dans le blanc, Trois-Rivières, Écrits des Forges, 2001, 94 p. (ISBN 2-89046-656-6 et 9782890466562)
- Taxi dancer : Harington Harbour et Chevery, Longueuil, Les Petits villages, 2003, 28 p. (ISBN 2-9807842-1-4)
- Fermeture des livres de comptes, Trois-Rivières, Écrits des Forges, 2006, 135 p. (ISBN 2-89046-989-1)

## Prix et honneurs
- 2000 - Récipiendaire : Prix Émile-Nelligan (pour Papillons réfractaires)[7],[10]